# Paul Nitsche
Hermann Paul Nitsche, född 25 november 1876 i Colditz, död 25 mars 1948 i Dresden, var en tysk psykiater och neurolog. Han var delaktig i Tredje rikets så kallade eutanasiprogram Aktion T4, inom vilket psykiskt och fysiskt funktionshindrade personer mördades.
Nitsche var 1928–1939 direktor för anstalten Sonnenstein i Pirna. I början av 1940, då han var direktor för anstalten i Leipzig-Dösen, utförde han experiment med att mörda patienter med luminal. Från hösten 1941 var Nitsche medicinsk chef för Aktion T4. Han var även delaktig i Aktion 14f13.
År 1947 ställdes Nitsche och 14 andra personer inför rätta för brott mot mänskligheten. Nitsche dömdes till döden och avrättades med giljotin.